# Інтерполяція (рукописи)
Інтерполяція (від лат. interpolatio — перетворення, спотворення, підновлення, підробка) — зміна первинного тексту; вставка переписувачем або перекладачем у текст слів або фраз, відсутніх в оригіналі.
Історичній науці відомо немало інтерполяцій. Правники, вивчаючи кодекси римських юристів, виявили в них численні пізніші вставки. Філологи знайшли інтерполяції в творах Гомера, біблеїсти в Старому і Новому заповіті.
Причини таких «підновок» різноманітні. Одні документи мають навмисні спотворення і підробки, ціль яких нав'язати стародавньому документу тенденції іншого часу та інших авторів. У багатьох випадках ці інтерпретації народжені думками нових дописувачів, що в старому варіанті щось записано неточно чи пропущено і своїми вставками вони хотіли виправити помилки. Так, наприклад, візантійські юристи, впроваджуючи в старі римські кодекси законоположення свого часу, мали на меті згладити виявлені між ними протиріччя і невідповідності. Подібним чином поступали й окремі переписувачі. Невідомий середньовічний копіїст, переписуючи трактат старогрецького лікаря Гіпократа, доповнив його медичними знаннями свого часу. Нерідко переписувач зустрічав на берегах рукопису примітки невідомого читача, його доповнення чи заперечення, механічно включав їх до свого екземпляру.
В 19 столітті, особливо в другій його половині, до інтерполяцій виник великий інтерес. Виробились прийоми їх розпізнань, що лежали головним чином у руслі історико-критичного методу вивчення джерела. Як приклад, якщо в стародавньому тексті виявлялись розділи, що розповідали про події, які даному автору ніяк не могли бути відомі (сталися після його смерті), чи наведені в тексті оцінки суперечили релігійно-філософським і політичним поглядам, чи стиль, фразеологія й інші мовні риси цього розділу суттєво відрізнялись від мови всього твору тощо, то такі місця обґрунтовано оцінювались як інтерполяції. Проте в цього методу були і вагомі недоліки, які залежали від персони тієї людини, що оцінювала текст. Нерідко разом з гіперкритичною «водою», вирізали з текстів достовірні матеріали, як підробки.